# Min'yo
El min'yo (民謡) es un estilo de música tradicional japonesa.

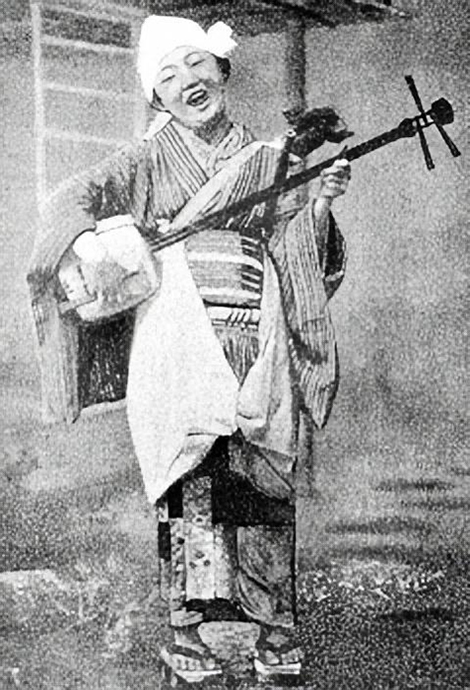
Mujer japonesa cantando min'yo mientras toca su shamisen, 1904.

## Origen de la palabra
El término es una traducción de la palabra alemana "Volkslied" ("canción popular") mientras que también hay términos tradicionales japoneses que hacen referencia al mismo tipo de música incluyen "inaka bushi" (田舎節), "Hinauta" (鄙歌) , pero para la mayoría de estos cantantes simplemente es llamada "uta" (歌).

## Evolución
Muchos min'yo tienen vínculos con ocupaciones o negocios y fueron cantadas originalmente por individuos en el trabajo o para trabajos especiales. Otros min'yo no tienen otra función que el entretenimiento, con la danza como acompañamiento o como un componente de ritual religioso.
Originalmente, la mayoría de las canciones min'yo relacionados al trabajo fueron cantadas sin acompañamiento, ya sea en solitario o en grupos (heterofonía). Algunas canciones tienen el mismo tipo de canción "llamada y respuesta" a menudo se encuentran en la música negra del sur de los Estados Unidos. Sin embargo, durante el periodo Edo, pero más tarde también, el acompañamiento de shamisen o shakuhachi esta en las melodías min'yo. De los instrumentos de percusión, incluyendo tambores, son también a menudo se incluyen en el acompañamiento del min'yo, sobre todo cuando se utilizan estas canciones en bailes o ceremonias religiosas. Algunos de estos acompañamientos se han convertido en independientes y a su vez dio lugar a los tipos de música solo instrumental como tsugaru shamisen. El enka y muchos otros géneros de música popular tienen sus raíces en el min'yo.
Durante el siglo XX muchas canciones fueron alteradas para convertirse melodías altamente desarrolladas que no pueden ser interpretadas con una gran cantidad de tiempo y esfuerzo. En Japón, los cantantes que pueden interpretar canciones min'yo auténticas son muy admirados. El min'yo es ahora muy difícil de cantar y requiere un gran control vocal. Muchos japoneses consideran que el min'yo afecta profundamente su ser, porque evoca la nostalgia de su ciudad natal y sus familias.

## Regionalidad
Los min'yo difieren entre las regiones de Japón, cada uno reclama sus propias canciones y estilos favoritos. Las canciones que se encuentran en la parte norte de la isla de Hokkaido y que son cantadas por los Ainu son generalmente excluidos de la familia min'yo. También se han desarrollado en el extremo sur del archipiélago japonés (sobre todo en Okinawa) los tipos separados de min'yo diferentes en sus escala musicales formas y letras.
Cabe señalar que bajo la ocupación japonesa de Corea (1910 - 1945), fue designado como min'yo a las canciones populares vernáculas.
El min'yo es prácticamente desconocido en Occidente. Cuando piensan en la música japonesa, la mayoría de los occidentales piensan de la música clásica como gagaku y Yayue. Sin embargo, existe un poco más de difusión gracias al Internet.
- Datos: Q901610
- Multimedia: Min'yō / Q901610